# 12ns Premis AVN
La cerimònia dels 12ns Premis AVN, organitzada per Adult Video News (AVN) va tenir lloc el 7 de gener de 1995, al Bally's Hotel and Casino, Paradise (Nevada) a partir de les 19:45 pm PST / 10:45 p.m. EST. Durant la cerimònia, AVN va lliurar els Premis AVN (conegut habitualment com els Oscars del porno) en 89 categories en honor les pel·lícules estrenades durant el període de l'1 de desembre de 1993 al 30 de novembre de 1994. La cerimònia va ser produïda per Gary Miller, Mark Stone i Marco Polo. L'actor Steven St. Croix va ser l'amfitrió de l'espectacle per primera vegada, amb els copresentadores Dyanna Lauren i Tera Heart.
Sex de Michael Ninn va guanyar nou premis, inclosa la millor pel·lícula. Altres guanyadors van ser Dog Walker i Shame amb cinc cadascun. Flashpoint i Idol Country van ser les millors pel·lícules gai amb quatre trofeus cadascuna.

## Guanyadors i nominats
Els nominats per als 12è Premis AVN es van anunciar al dinar de nominacions d'AVN 30 dies abans de la cerimònia de lliurament dels premis. Dog Walker i Sex de Michael Ninn van guanyar més. nominacions amb catorze. Van ser les pel·lícules més nominades des que van començar els premis el 1984. Shame, un western avantguardista, va obtenir deu nominacions mentre que Body & Soul i The Dinner Party en van tenir nou cadascuna.<ref. nom="AVN-mag"/>
Els guanyadors es van anunciar durant la cerimònia de lliurament dels premis el 7 de gener de 1995. John Leslie va guanyar el millor director tant en la categoria de pel·lícula com en la de vídeo, la primera vegada això havia passat. Es va unir als guanyadors anteriors Cecil Howard i Henri Pachard com l'única persona que ha guanyat tres premis al millor director. Ashlyn Gere va guanyar la millor actriu a tant la pel·lícula com les categories de vídeo, tal com havia fet dos anys abans. Asia Carrera es va convertir en la primera persona a guanyar el Premi AVN a l'artista femenina de l'any en el seu primer any a la indústria. Kylie Ireland va ser coronada Estarlet de l’any.

### Majors premis

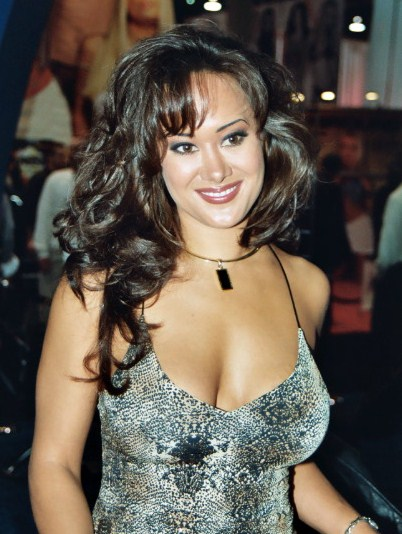
Asia Carrera, guanyadora del Intèrpret Femenina de l'Any

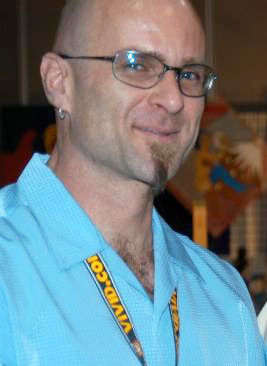
Jon Dough, guanyador de l'Intèrpret Masculí de l'Any

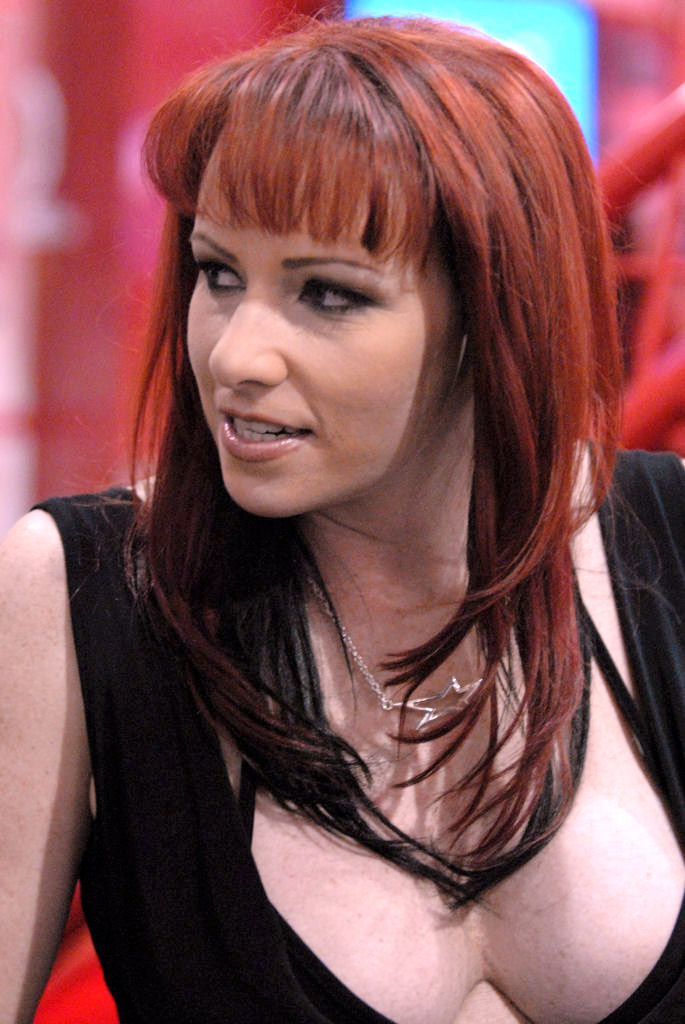
Kylie Ireland, guanyadora de la millor nova estarlet

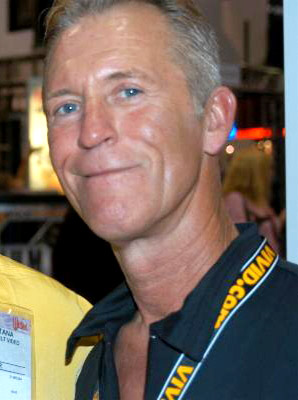
Buck Adams, guanyador del Millor Actor—Pel·lícula

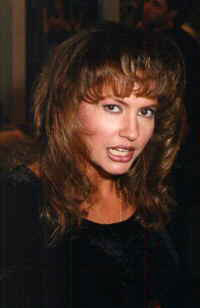
Ashlyn Gere, guanyadora del Millor Actriu—Pel·lícula

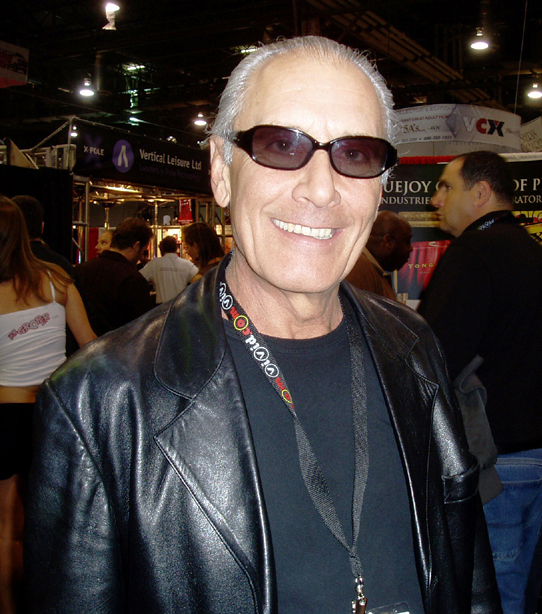
John Leslie, guanyador del Millor Director—Pel·lícula, Millor Director—Video i Millor Guió

Els guanyadors s'enumeren en primer lloc, es destaquen en negreta i s'indiquen amb una doble daga ().
| Millor pel·lícula | Millor pel·lícula rodada en vídeo |
| --- | --- |
| - Sex - Bonny & Clyde 3 & 4 - Climax 2000 - Dog Walker - Erotika - Hustlers - Masseuse 2 - No Motive - Steamy Windows - The Swap, Part 2 - Up and Cummers the Movie - Who Killed Holly Hollywood? | - Shame - Babewatch - Bad Girls 1 & 2 - Bad Habits - Body and Soul - Blondage - The Face - Flesh for Fantasy - Jailhouse Cock - Pleasure Dome - R&R - Tommyknockers - Western Nights |
| Intèrpret Femenina de l'Any | |
| - Asia Carrera - - Tammi Ann - Kaitlyn Ashley - Misty Rain - Shane - Ashlyn Gere - Sarah Jane Hamilton - Kylie Ireland - Leena - Tyffany Million - Brittany O'Connell | |
| Intèrpret Masculí de l'Any | Millor nova estrella |
| - Jon Dough - Sean Michaels - Alex Sanders | - Kylie Ireland - Chasey Lain |
| Millor Actor—Pel·lícula | Millor Actriu—Pel·lícula |
| - Buck Adams, No Motive - Buck Adams, Climax 2000 - Buck Adams, Hustlers - Jon Dough, Affairs of the Heart - Jon Dough, The Swap Part 2 - Jonathan Morgan, Who Killed Holly Hollywood? - Gerry Pike, Sex - Steven St. Croix, Dog Walker - Marc Wallice, The Swap Part 2 | - Ashlyn Gere, Masseuse 2 - Christina Angel, Dog Walker - Racquel Darrian, Bonnie and Clyde 3 & 4 - Nikki Dial, Hardcore - Ashlyn Gere, Steamy Windows - Lené Hefner, The Swap Part 2 - Tyffany Million, Climax 2000 - Samantha Strong, Erotika - Rebecca Wild, No Motive               |
| Millor Actor—Vídeo | Millor Actriu—Vídeo |
| - Steven St. Croix, Chinatown - Buck Adams, Gemini - Randy Spears, Bad Habits - Tony Tedeschi, Babe Magnet - Randy West, Fantasy Exchange - Jon Dough, The Face - Sean Michaels, In the Bush - Mike Horner, three different movies | - Ashlyn Gere, Body and Soul - Diedre Holland, Bad Habits - Leena, Pussyman 5 - Kelly Royce, In the Bush - Nikki Sinn, Sex Circus |
| Millor actor secundari—Pel·lícula | Millor actriu secundària—Pel·lícula |
| - Jon Dough, Sex - Buck Adams, Bonny & Clyde 3 & 4 - Jon Dough, Dog Walker - Tony Tedeschi, Hardcore - Marc Wallice, Who Killed Holly Hollywood? - Randy West, Masseuse 2 | - Tyffany Million, Sex - Kaitlyn Ashley, American Blonde - Asia Carrera, Masseuse 2 - Leena, Masseuse 2 - Leena, The Swap, Part 2 - Brittany O'Connell, Affairs of the Heart |
| Millor actor secundari—Video | Millor actor secundari—Vídeo |
| - Jonathan Morgan, The Face - Mark Davis, Bad Habits - Nick East, Jailhouse Cock - Mike Horner, Body of Love - Jake Williams, Wendy Whoppers is the… Ninja CPA - Steven St. Croix | - Kaitlyn Ashley, Shame - Kylie Ireland, Western Nights - Jasper, Paging Betty - Alex Jordan, Body and Soul - Tina Tyler, Big Town - Kelly Royce, The Face - Kelly Royce, The Girl in Room 69                                                                                           |
| Millor Director—Pel·lícula | Millor Director—Vídeo |
| - John Leslie, Dog Walker - Buck Adams, No Motive - John T. Bone, Who Killed Holly Hollywood? - Cameron Grant, The Dinner Party - Robert McCallum, Erotika - Paul Thomas, Masseuse 2 | - John Leslie, Bad Habits - Stuart Canterbury, Pleasure Dome - Frank Marino, The Reel World - Anthony Spinelli, The Face - Mitchell Spinelli, Witness for the Penetration - Frank Zee, Ona Zee; Fantasy Booth - Michael Craig, Body and Soul - Anthony Spinelli, The Face - Jim Enright |
| Millor pel·lícula All-Sex | Millor vídeo All-Sex |
| - The Dinner Party | - Takin' it to the Limit 1 & 2 - Anal Diary of Misty Rain - Beauties in Paradise - Pussyman 5 & 6 - Virgin Treasures 1 & 2 |
| Cinta més venuda de l'any | Millor cinta de lloguer de l'any |
| - John Wayne Bobbitt Uncut - Blondage - Dog Walker - Sex - Up and Cummers the Movie | - John Wayne Bobbitt Uncut |
| Millor estrena europea (premi Hot Vidéo) | Best Continuing Video Series |
| - Le parfum de Mathilde (Mathilde's Perfume), - Il Guardaspalle (Rocco Is The Bodyguard), | - Private Video Magazine - Breastman - Buttman - Pussyman - Sleaze Pleaze - Sodomania - Strap-on Sally - The Wonderful World of Wendy Whoppers |
| Millor escena de sexe, pel·lícula (parella) | Millor escena de sexe, Vídeo (parella) |
| - Christina Angel, Steven St. Croix; Dog Walker' - Kaitlyn Ashley, Mike Horner; Climax 2000 - Zara Whites, Marc Wallice; Desire - Lené Hefner, Marc Wallice; The Swap Part 2 - Tanya Summers, Darrien Hart; Virtual Sex - Sunset Thomas, Gerry Pike; Sex - Samantha Strong, Vince Vouyer; Erotika | - Ashlyn Gere, Mike Horner; Body and Soul - Rebecca Wild, Buck Adams; Babewatch - Alex Jordan, Mike Horner; Body and Soul - Mike Horner, Kaitlyn Ashley; Shame - Krista, Mark Davis; Up and Cummers 3 - T. T. Boy, Lana; Seymore and Shane: On the Loose                                |
| Escena de sexe més escandalosa | |
| - Bionca, Debi Diamond, Tammi Ann; the 'motor oil' scene, Depraved Fantasies - Annabel Chong, Marc Wallice, Ron Jeremy, Tom Byron, one more guy; quadruple penetration scene, Annabel Chong Anal Queen - Angela Summers, Bionca, Debi Diamond, Kaylan Nicole, Shayla LaVeaux, Summer Knight, Tiffany Mynx; the ass tasting contest, Stripper Nurses - Alexis Payne, Sydney Dance, Tom Byron; Tom Byron taking it anally, Takin' It to the Limit - Toilets on parade scene, Up and Cummers the Movie                                       | |
| Millor escena de sexe en grup—Vídeo | Millor escena de sexe All-Girl—Vídeo |
| - Lacy Rose, Leena, Alex Sanders, Tony Martino, Gerry Pike; Pussyman 5: Captive Audience - Janine Lindemulder, Debi Diamond, Asia Carrera, Tony Tedeschi, Alex Sanders; Bad Girls: Lockdown - Sara, Jessica, Gladys, Felipe, Rocco Siffredi; Bend Over Brazilian Babes 2 - Nikki Sinn, Nick East, London Tomlin; Strippers Inc. - Brittania, Erika Bella, Kathy Kash, Kitty Yung, Sidonie Lamour, Alberto Rey, David Perry, Frank Gun; the closing orgy, Virgin Treasures - Krysti Lynn, Sheena, Guy DiSilva, Tim Lake; Buttman's Inferno | - Felecia, Debi Diamond, Bionca, Tammi Ann; Buttslammers 4 1 - Janine Lindemulder, Debi Diamond, Bad Girls: Lockdown - Leena, Krysti Lynn, Kaitlyn Ashley, Rebecca Bardoux; Pussyman 6 - Felecia, Misty Rain, Radical Affairs 8                                                         |

### Guanyadors de premis addicionals
Aquests premis també es van anunciar a l'entrega de premis, en dos segments només per als guanyadors llegits per T. T. Boy, Dyanna Lauren i Tera Heart. Alguns dels premis gai els van anunciar Gender i Chris Green.
- Millor pel·lícula all girls: Creme de Femme
- Millor escena de sexe All-Girl, pel·lícula: Celeste, Debi Diamond, Misty Rain; The Dinner Party
- Millor vídeo/pel·lícula alternatiu per a adults: Sex On The Strip
- Millor pel·lícula alternativa: Killer Looks
- Millor cinta d'especialitat alternativa: Labor Day Wet T&A 1994
- Millor sèrie amateur: Video Virgins
- Millor cinta amateur: Homegrown Video 432
- Millor escena de sexe anal: Sara, Jessica, Felipe, Rocco Siffredi; Bend Over Brazilian Babes 2
- Millor pel·lícula de temàtica anal: Butt-Banged Bicycle Babes
- Millor direcció artística—Pel·lícula: Sex
- Millor direcció artística—vídeo: Shame
- Millor concepte de portada de caixa: Film Buff
- Millor fotografia: Jack Remy, Dog Walker
- Millor cinta de recopilació: Sodo-Mania: The Baddest Of The Bad
- Millor muntatge—pel·lícula: B. Dennis Wood, Sex
- Millor edició—vídeo: Phillip Christian, Shame
- Millor vídeo de temàtica ètnica: My Baby Got Back 3
- Millor sèrie explícita: Infinity 2-Hour Series
- Millor llançament a l'estranger: Virgin Treasures 1 & 2
- Millor cinta Gang Bang: Starbangers 6
- Millor vídeo de gonzo: Dick & Jane Do Northridge
- Millor escena de sexe en grup, pel·lícula: Gerry Pike, Debi Diamond, Diva, Misty Rain; Sexe
- Millor música: Dino Ninn, Sex
- Millor actuació no sexual: E. Z. Ryder, Erotika
- Millor CD-ROM original: Nightwatch II
- Millor campanya de màrqueting global: John Wayne Bobbitt: Uncut
- Millor embalatge: pel·lícula: Sex
- Millor embalatge: vídeo: Blondage
- Millor embalatge—especialitat: The Domination of Summer 2
- Millor sèrie Pro-Am/Gonzo: Radical Affairs
- Millro cinta Pro-Am: Up 'n' Cummers 7[4]
- Millor guió, pel·lícula: John Leslie, Dog Walker
- Millor guió, vídeo: Mitchell Spinelli, The Face
- Millors efectes especials: Virtual Sex
- Millor cinta especial: Big Bust: Double D Housewives
- Millor cinta especial—Bondage: Strictly For Pleasure
- Millor cinta especial—Altre gènere: The Lovers' Guide: Better Orgasms
- Millor cinta especial—Spanking: Painful Cheeks—Shades of Red
- Millor actuació al tease: Christina Angel, Dog Walker
- Millor tràiler: Sex
- Millor videografia: Phillip Christian Shame[4]

PREMIS GAY:
- Millor vídeo bisexual: Revenge of the Bi Dolls
- Millor concepte de portada de caixa—vídeo gai: Slave Auction
- Millor director—vídeo bisexual: Josh Eliot, Revenge of the Bi Dolls
- Millor director—vídeo gai: John Rutherford, Flashpoint
- Millor edició—vídeo gai: Tab Lloyd, Boot Black
- Millor llançament de vídeo alternatiu gai: A Gay Man's Guide to Safe Sex
- Millor vídeo en solitari gai: Jeff Stryker, The Tease; Rob Lee's Private Moments (tie)
- Millor versió d'especialitat gai: The New Pledgemaster
- Millor vídeo gai: Flashpoint
- Millor música—vídeo gai: Sharon Kane, Chris Green; Revenge of the Bi Dolls
- Millor nouvingut—vídeo gai: Steven Marks
- Millor paper no sexual—vídeo gai: Sharon Kane, Conflict of Interest
- Millor embalatge: vídeo gai: Idol Country
- Millor actuació en un vídeo gai: Ryan Idol, Idol Country
- Millor escena de sexe—vídeo gai: Trent Reed, Bryce Colby; l'escena del con, Flashpoint
- Millor guió—vídeo gai: Gènere, Idol Country
- Millor intèrpret secundari—vídeo gai: Scott Baldwin, Flashpoint
- Millor vídeo transexual: Beverly She-Billies
- Millor videografia—vídeo gai: Kathy Mack, Bruce Cam; Idol Country
- Artista gai del ‘any: Joey Stefano[11]

### Premis AVN honorífics

#### Premi Especial Assoliment
- Mark Carriere de Leisure Time Entertainment[4][5]
- John Stagliano d'Evil Angel Productions[4][5]

#### Saló de la fama
Els nous membres del Saló de la Fama d'AVN per a l'any 1995 van ser: Robert Bullock, Karen Dior, Chi Chi LaRue, Scotty Fox, Ryan Idol, Sean Michaels, Kelly Nichols, Nikki Randall, Jim South, Sheri St. Clair, Samantha Strong

### Múltiples nominacions i premis
Les pel·lícules que van rebre més nominacions van ser:
| Nominacions | Pel·lícula       |
| ----------- | ---------------- |
| 14          | Dog Walker       |
| 14          | Sex              |
| 10          | Shame            |
| 9           | Body & Soul      |
| 9           | The Dinner Party |

Les pel·lícules que van rebre més premis han estat
| Premis | Pel·lícula                |
| ------ | ------------------------- |
| 9      | Sex                       |
| 5      | Dog Walker                |
| 5      | Shame                     |
| 4      | Flashpoint                |
| 4      | Idol Country              |
| 3      | John Wayne Bobbitt: Uncut |
| 3      | Revenge of the Bi Dolls   |
| 2      | Body & Soul               |
| 2      | The Dinner Party          |
| 2      | The Face                  |

## Informació de la cerimònia

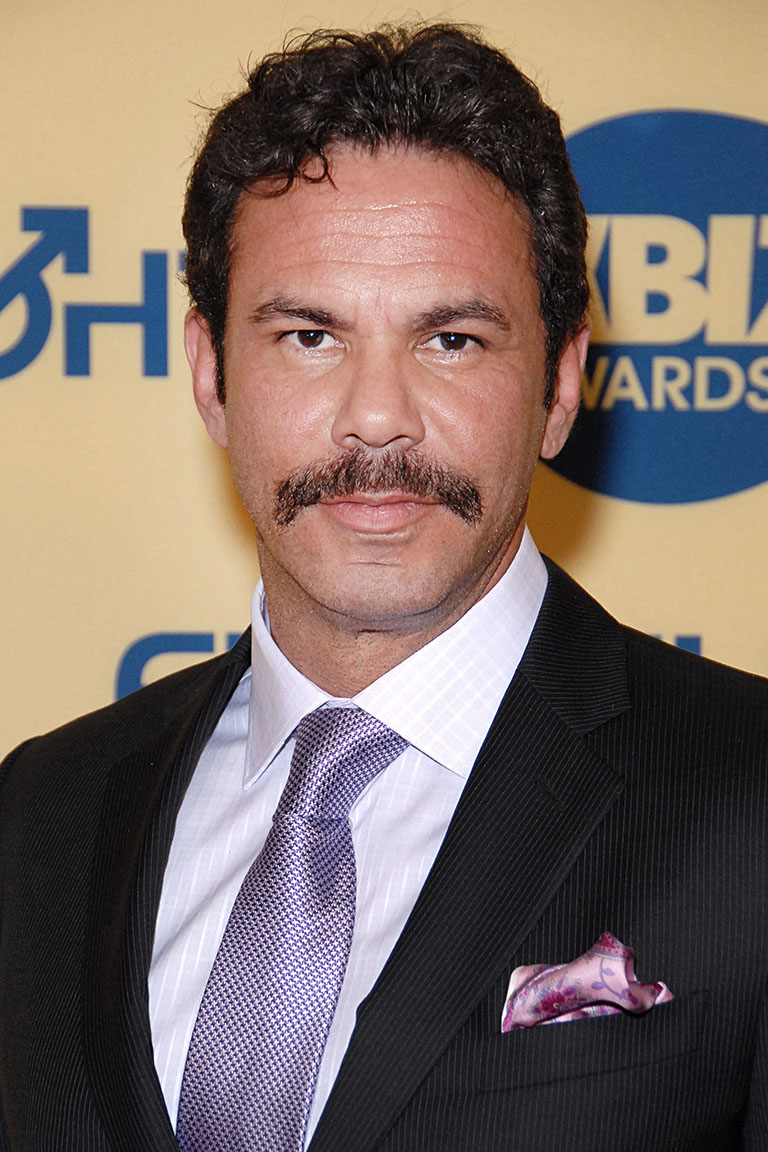
Steven St. Croix va presentar els 12ns Premis AVN

L'actor Steven St. Croix va ser l'amfitrió de l'espectacle per primera vegada després d'un període de tres anys de l'actor Randy West. La seva copresentadora de la primera meitat del programa va ser Dyanna Lauren, mentre que Tera Heart va ser copresentadora de l'última meitat del programa.
A mitjan programa, l'editor executiu d'AVN, Gene Ross, va presentar un muntatge d'escenes de moments humorístics de diverses pel·lícules, "Great Moments in Adult Video History", amb l'actor Randy West i desenes de altres.
Diverses persones més van participar en la producció de la cerimònia. Gary Miller i Mark Stone van ser productors i directors del programa, mentre que Marco Polo va ser el director de l'emissió. Stone també va exercir de director musical.
Hi va haver diverses categories noves per al programa de premis d'enguany, com ara: Millor vídeo de temàtica ètnica, Millors efectes especials, Premi Hot Vidéo (Millor estrena europea), Escena de sexe més indignant i un parell de premis més en categories gai.
John Wayne Bobbitt: Uncut es va anunciar com la pel·lícula amb més vendes i també amb més lloguers durant els 12 mesos.
VCA Pictures també va publicar i vendre una cinta de vídeo VHS del programa, que tenia clips durs de les pel·lícules guanyadores intercalats amb les presentacions dels premis. Es va posar a disposició una versió softcore. en VHS amb finalitats promocionals de NightVision.

### Recepció crítica
L'espectacle va rebre una acollida variada per part de les publicacions dels mitjans de comunicació. Erotic X-Film Guide va anomenar l'espectacle "un esdeveniment de gala, ple d'estrelles, igual de brillantor i glamur a qualsevol programa de premis cinematogràfics convencionals". Tanmateix, la revista Oui i Adult Cinema Review van dir que el muntatge de vídeo no va funcionar i que alguns dels altres entreteniments van ser llargs, avorrits i tediosos.

## In Memoriam
L'editor d'AVN Paul Fishbein va compartir un moment de record per als artistes de la indústria que van morir durant els darrers 12 mesos:
- Jack Baker
- Moana Pozzi
- Michel Ricaud
- Savannah
- Joey Stefano